# Anaglyptus mysticus
Anaglyptus mysticus là một loài bọ cánh cứng trong họ Cerambycidae, phân họ Cerambycinae. Loài này phân bố chủ yếu ở Châu Âu, Thổ Nhĩ Kỳ và ở Bắc Phi.

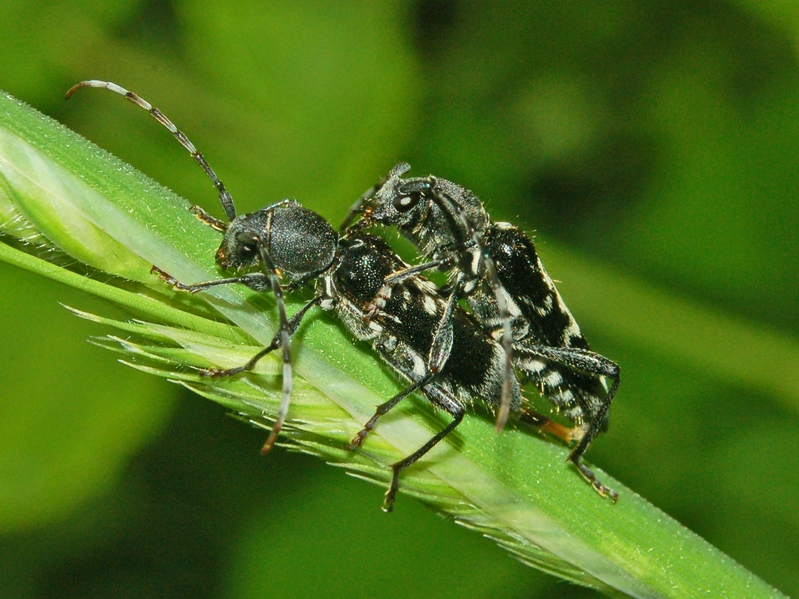
A. mysticus albofasciatus, mating pair

Con trưởng thành dài đến 8–15 milimét (0,31–0,59 in) và có thể giao phối từ tháng 4 đến tháng 7.
Chúng ăn các loài cây Corylus avellana, Carpinus betulus, Fagus sylvatica, Acer campestre, Sambucus racemosa, cũng như Alnus, Crataegus, Rosa, Quercus. Con trưởng thành thường được tìm thấy trên hoa, trong khi ấu trùng phát triển trên các nhánh cây chết.

## Hình ảnh

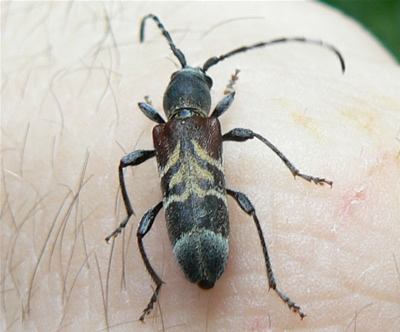
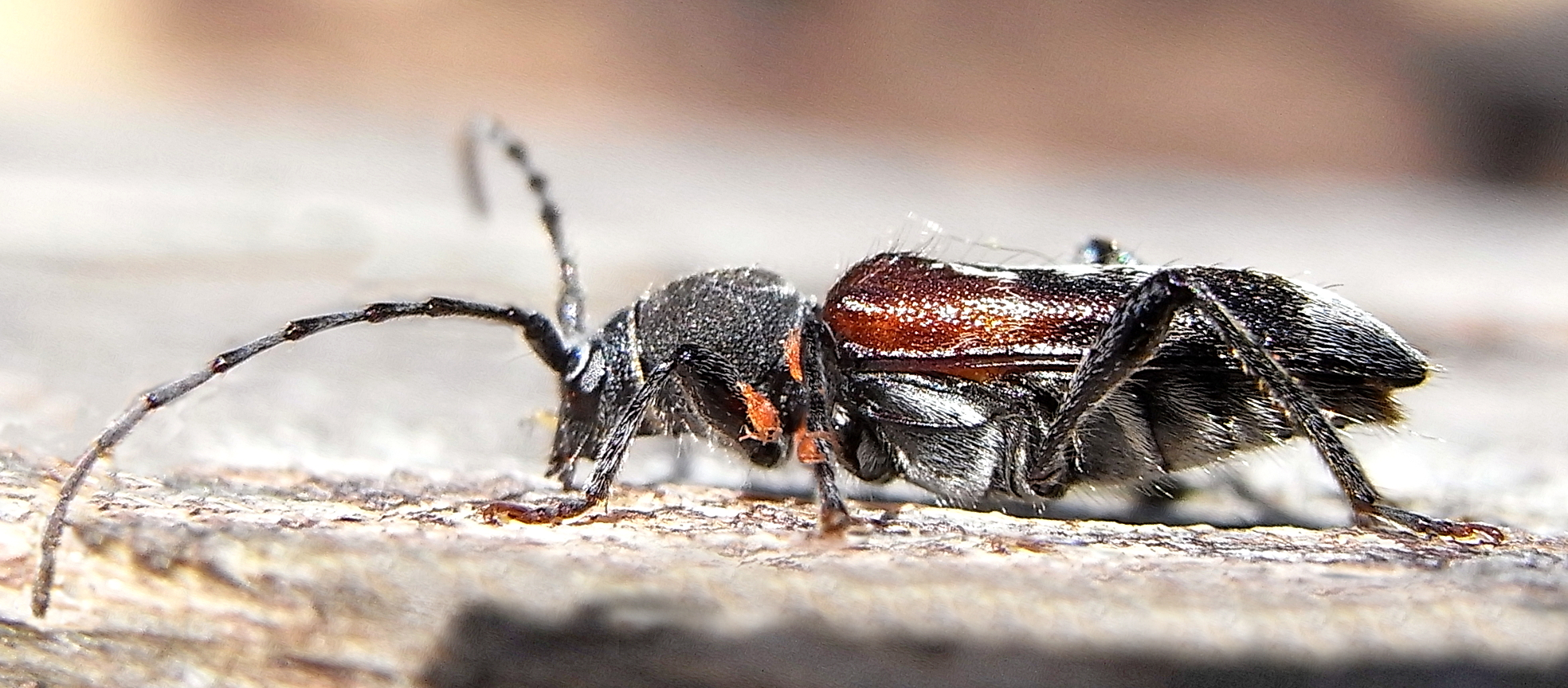
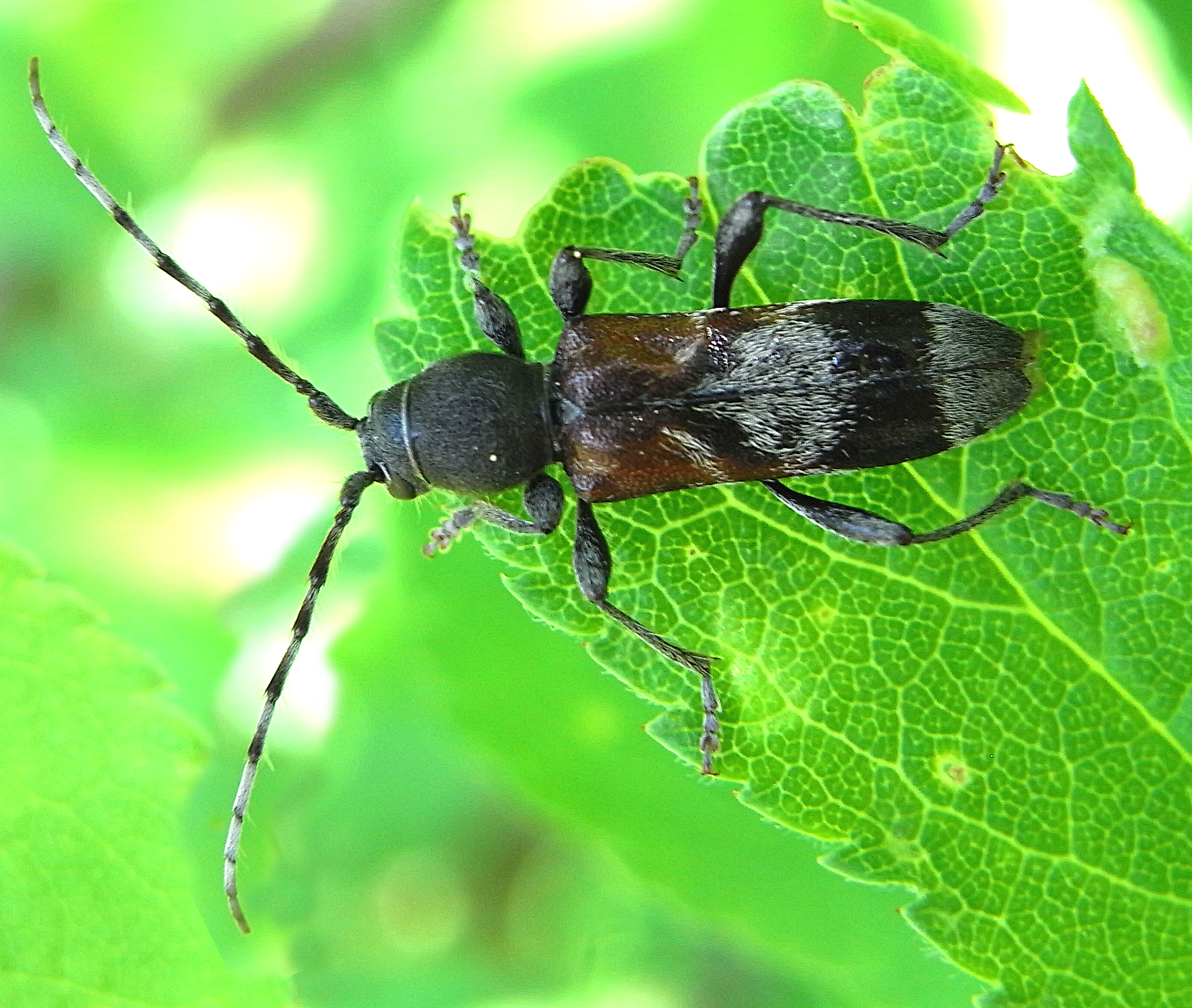
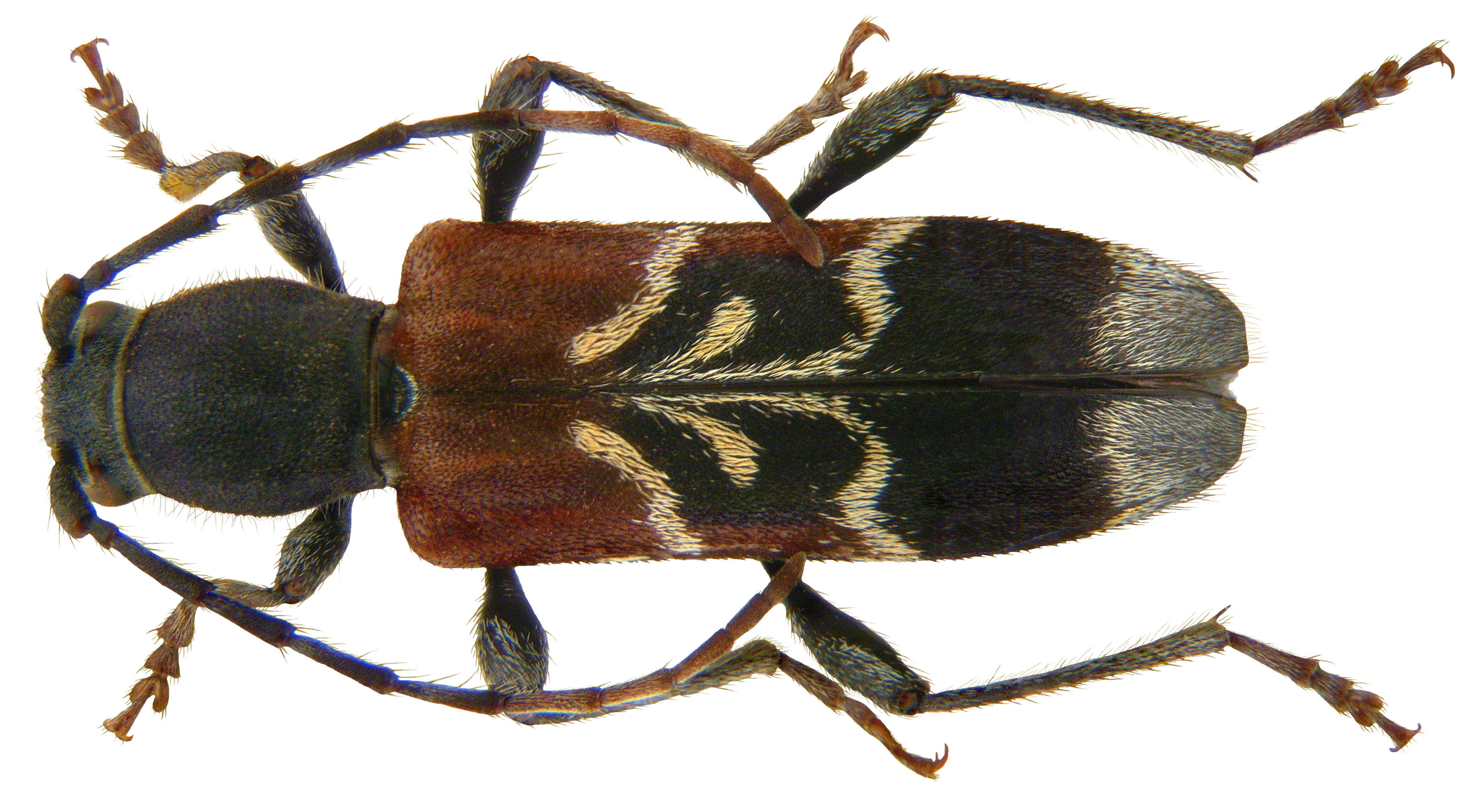